# Bromelia sylvicola
Bromelia sylvicola là một loài thực vật có hoa trong họ Bromeliaceae. Loài này được S.Moore mô tả khoa học đầu tiên năm 1895.

## Hình ảnh

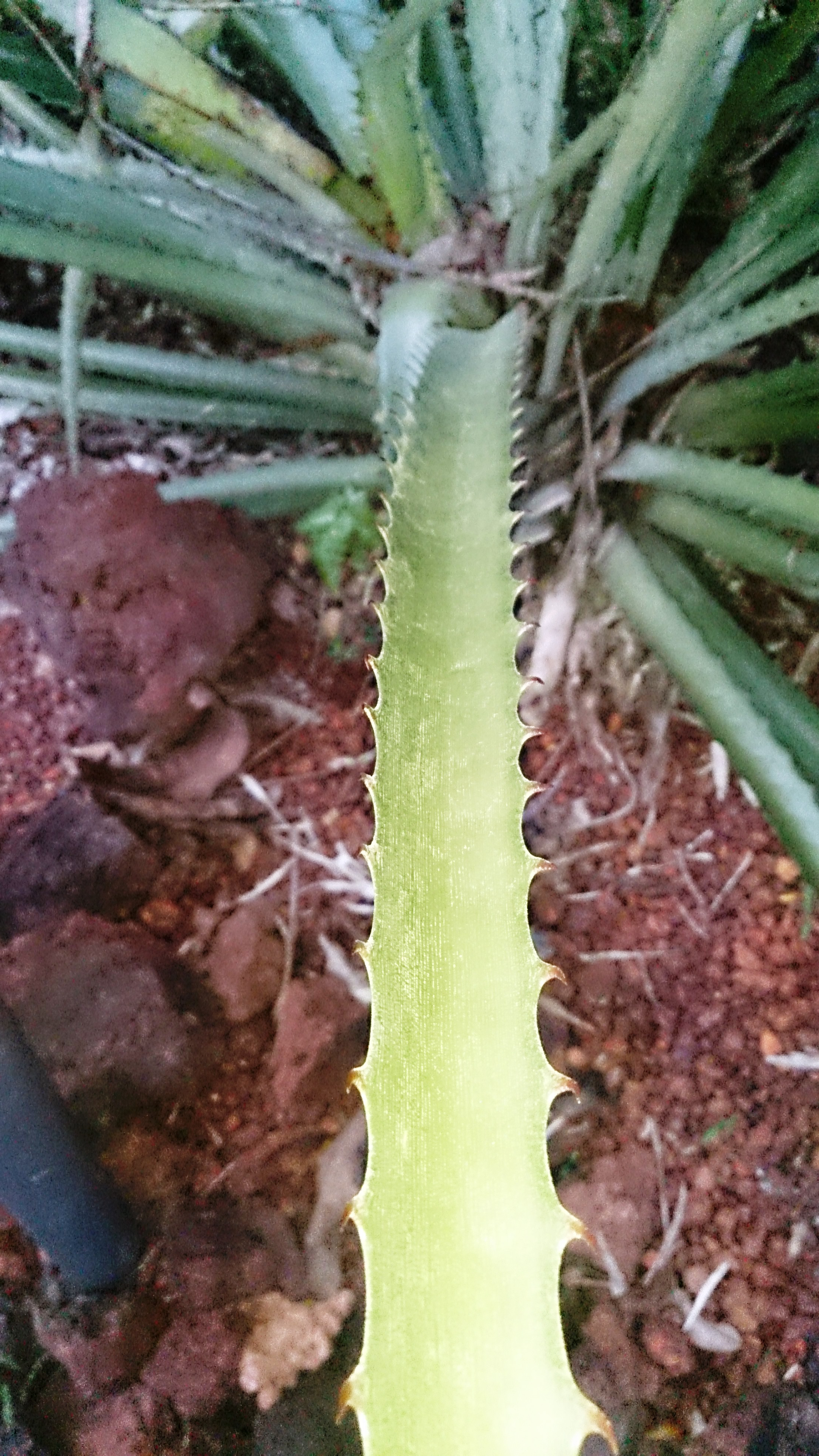
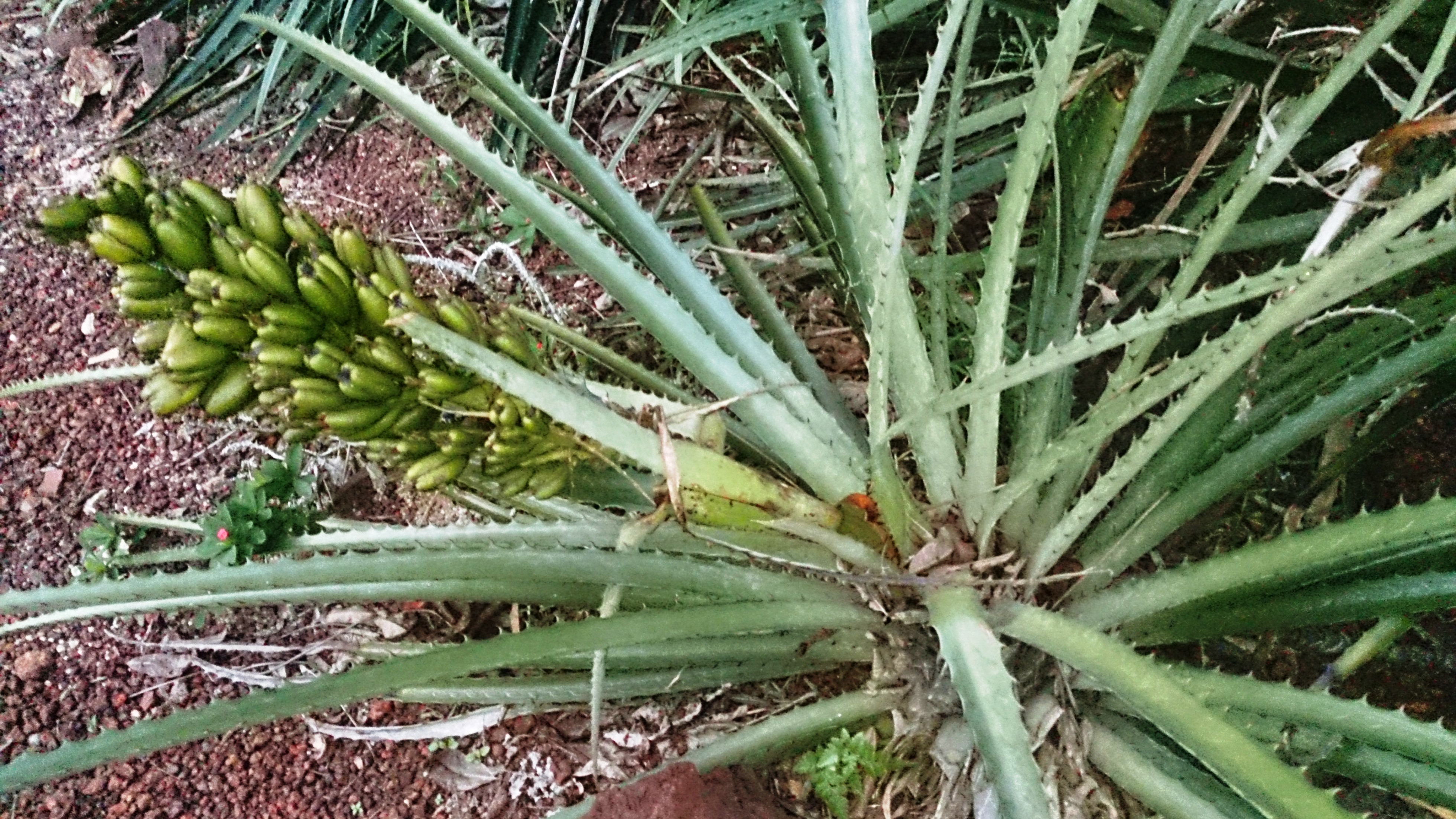